# Stroad

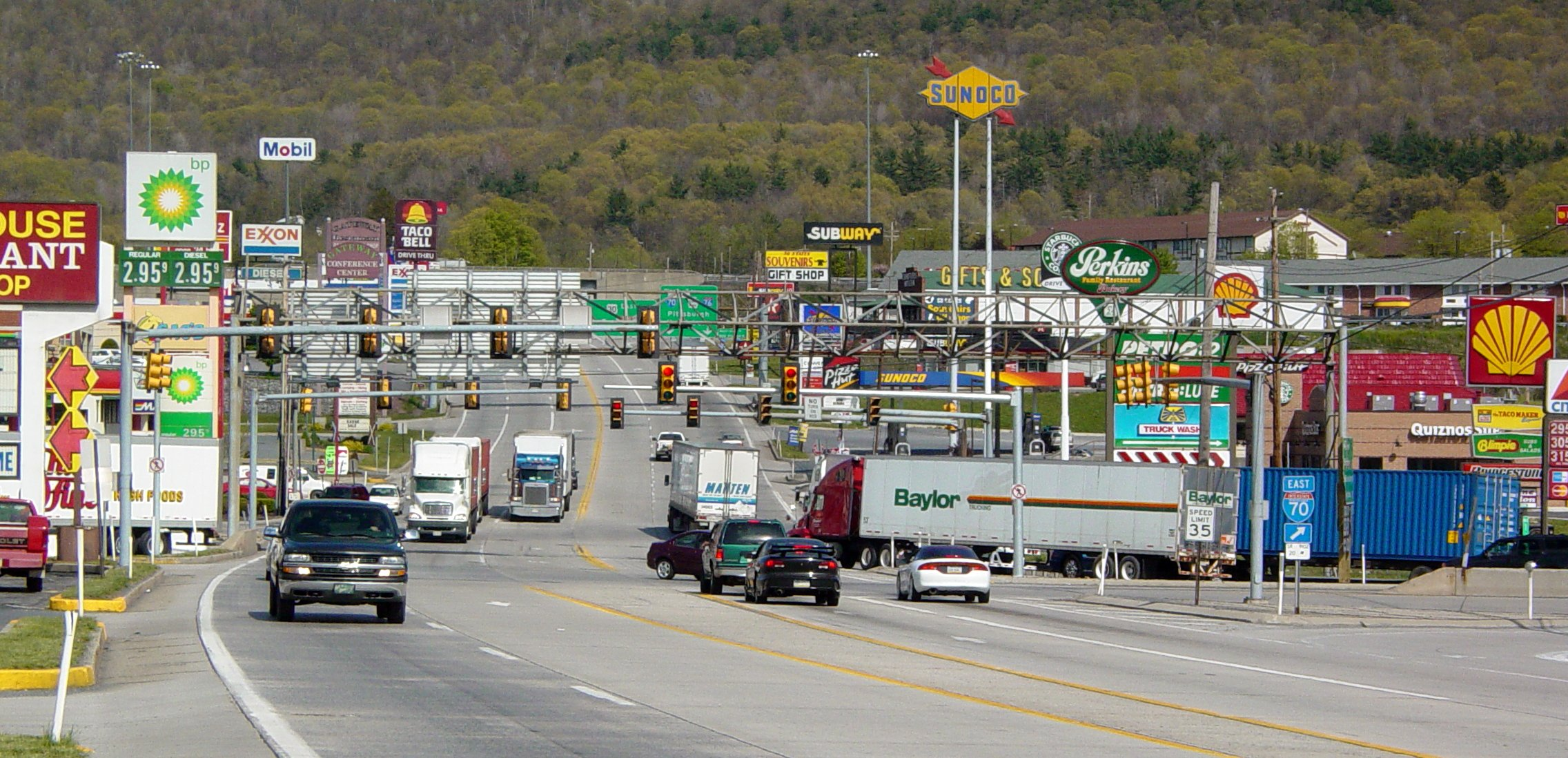
Exemple typique de stroad à Breezewood, carrefour de l'I-70 et de l'I-76 en Pennsylvanie.

Dans l'urbanisme nord-américain, plus particulièrement aux États-Unis, une stroad — néologisme formé de la contraction des mots « street » (« rue » en anglais) et « road » (« route ») —, est une voie cherchant à concilier les caractéristiques des deux infrastructures. Elle est ainsi très large et adaptée aux capacités de transit de nombreux et gros véhicules ; mais ses carrefours sont systématiquement à feux et les abords de ces voies sont occupés par des commerces. Ces infrastructures sont particulièrement caractéristiques de l'espace suburbain, mais elles peuvent être également déployées dans les parties centrales des agglomérations américaines. On en trouve également sur tous les autres continents, mais de manière beaucoup moins systématique.
Le terme « stroad » est inventé en 2013 par Charles Marohn (en), ingénieur en génie civil et fondateur de l'association Strong Towns (en) ; l'infrastructure en elle-même n'a pas été volontairement définie en tant que telle, mais les analystes situent pour la plupart son apparition durant les années 1950.
À tous égards, le concept de stroad apparaît comme un échec. En termes de capacités de transit, l'efficacité est faible, du fait des nombreux carrefours à feux. En termes de sécurité, les stroads sont particulièrement accidentogènes. En termes d'inclusion, ces infrastructures ne permettent pas d'autre usage que l'automobile ; en particulier, la marche et le vélo y sont extrêmement dangereux, et les transports en commun inefficaces. En termes financiers, la largeur des voies nécessite un investissement et un entretien très coûteux pour les collectivités. Enfin, en termes écologiques, elles impliquent une artificialisation particulièrement forte.

## Concept et historique
Le concept de « stroad » est défini en 2013 par Charles Marohn (en), ingénieur en génie civil : il forme ce néologisme à partir des mots « street » (« rue ») et « road » (« route ») pour désigner ce concept développé en Amérique du Nord. Le projet recherché était de créer une infrastructure ayant les caractéristiques de ces deux voiries, afin de remplir leurs deux missions : lieu de vie et d'échange d'une part, lieu de transit d'autre part.
L'apparition des stroads est datée de l'immédiat après-guerre. À cette époque, les U.S. Routes sont graduellement supplantées par les Interstate highways après la signature du Federal-Aid Highway Act (en) signé le 29 juin 1956 par Dwight D. Eisenhower,.
Le terme stroad n'apparaît bien entendu pas dans les nomenclatures officielles. Généralement, les textes règlementaires et techniques évoquent des « multilane roadways » (« route à voies multiples »), mais cela n'adresse que les caractéristiques de la chaussée, et non les nombreux accès latéraux ni les fréquents carrefours. Certains textes règlementaires les décrivent comme des « non-highway arterials » (« artères non-autoroutières »).

## Implantation
Outre les États-Unis, où le concept est né, et où il est omniprésent dans les banlieues voire les centres-villes, le concept s'est également exporté au Canada, surtout anglophone, ainsi qu'en Australie (en),. Il s'en trouve également dans de nombreux autres pays, quoique de manière moins systématique, par exemple en Israël.

## Caractéristiques
On peut considérer la stroad, en particulier aux États-Unis, comme « une autoroute bordée de magasins »,. Il s'agit d'une voie automobile particulièrement large, comportant plusieurs voies de circulation dans chaque sens, et sur laquelle débouchent de multiples points d'accès.
Certains analystes divisent les stroads en deux catégories distinctes. La première regroupe les rues locales urbaines, aménagées comme des routes à grand gabarit ; notamment, tous les boulevards urbains conçus après-guerre aux États-Unis peuvent être rangés dans cette catégorie, ainsi que « tous les boulevard Martin-Luther-King » du pays. L'archétype de cette catégorie est The Strip, l'avenue qui traverse Las Vegas. La seconde catégorie regroupe ceux qui sont d'abord conçus en tant que route, autour de laquelle des commerces sont s'implanter en zone suburbaine ; cette seconde catégorie est considérée comme irrécupérable d'un point de vue de l'aménagement urbain.
Les flux automobiles empruntant ces axes sont généralement importants car il existe très rarement des alternatives à la dépendance automobile dans les formes urbaines où ce genre d'aménagement est mis en place. Quand il en existe, elles sont soit inefficaces comme les bus sans régime de priorité, soit extrêmement dangereuses comme le cyclisme et la marche à pieds ; cette dernière est en outre découragée par des règlementations comme le « jaywalking ».
- Diverses vues de stroads

Diverses vues de en
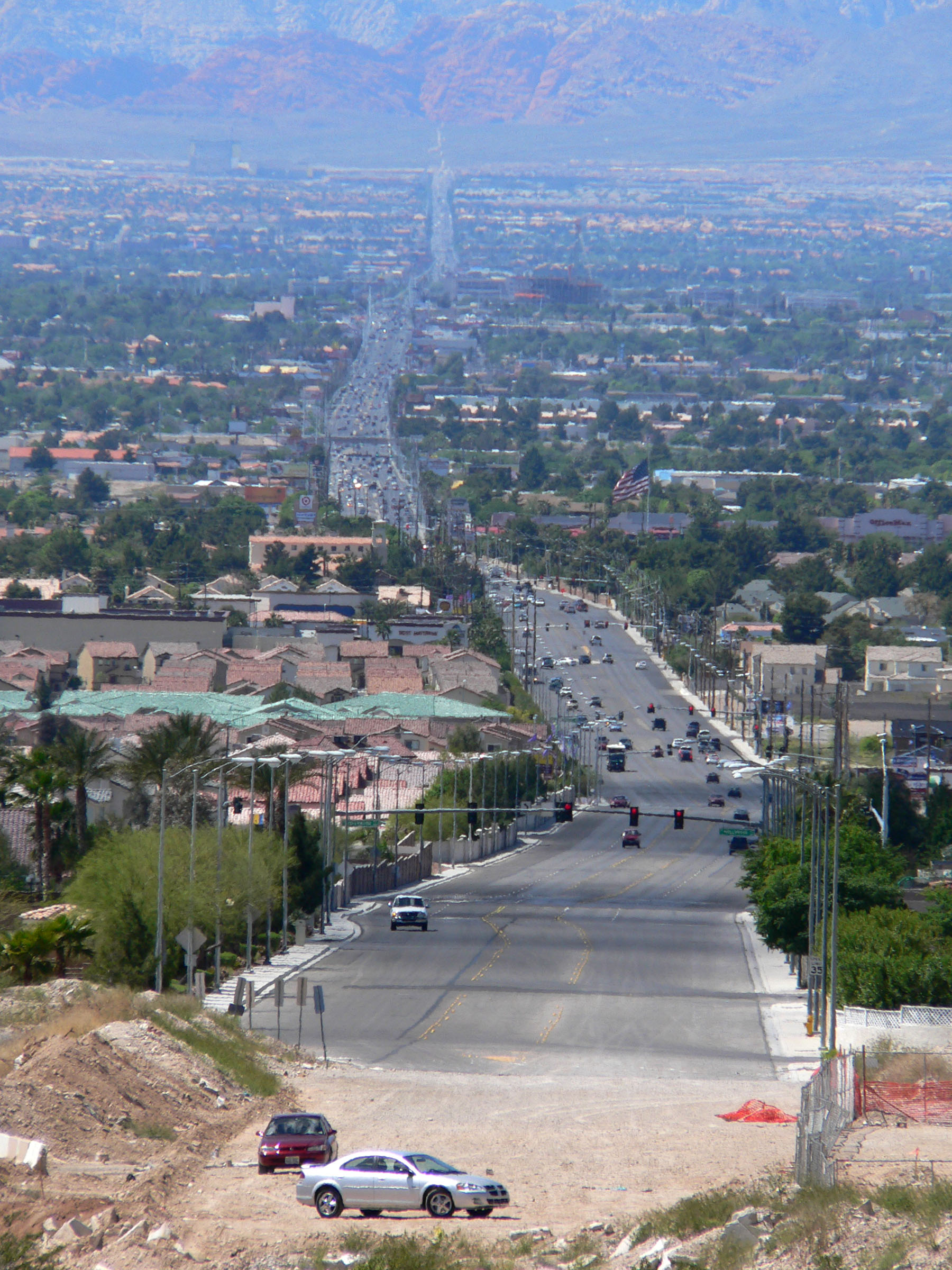
La Nevada State Route 159 (en) dans la banlieue de Las Vegas.
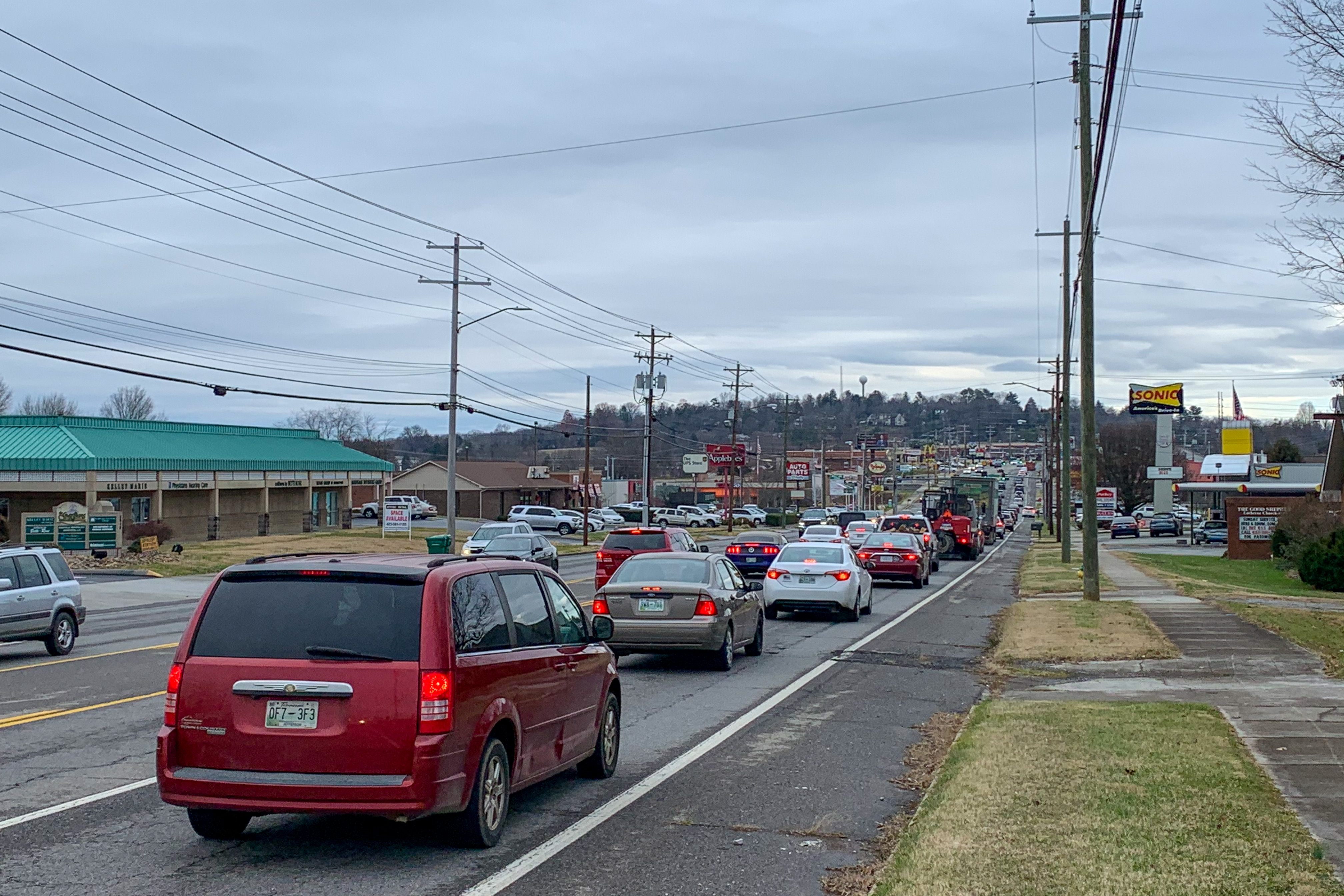
Embouteillage sur la U.S. Route 11E (en) à Morristown dans le Tennessee.
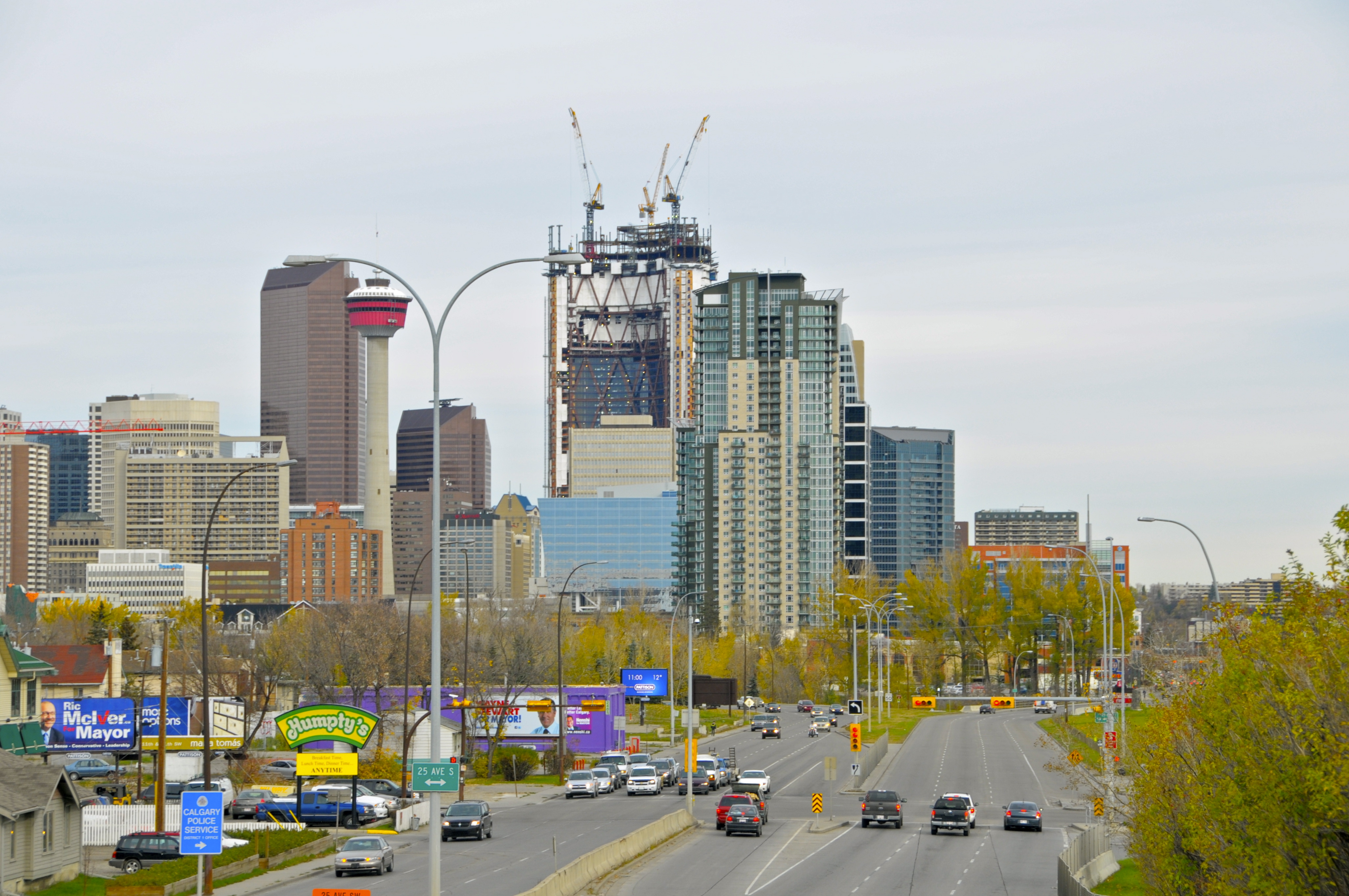
Vue de Macleod Trail (en), une voie du centre de Calgary, capitale de l'Alberta.
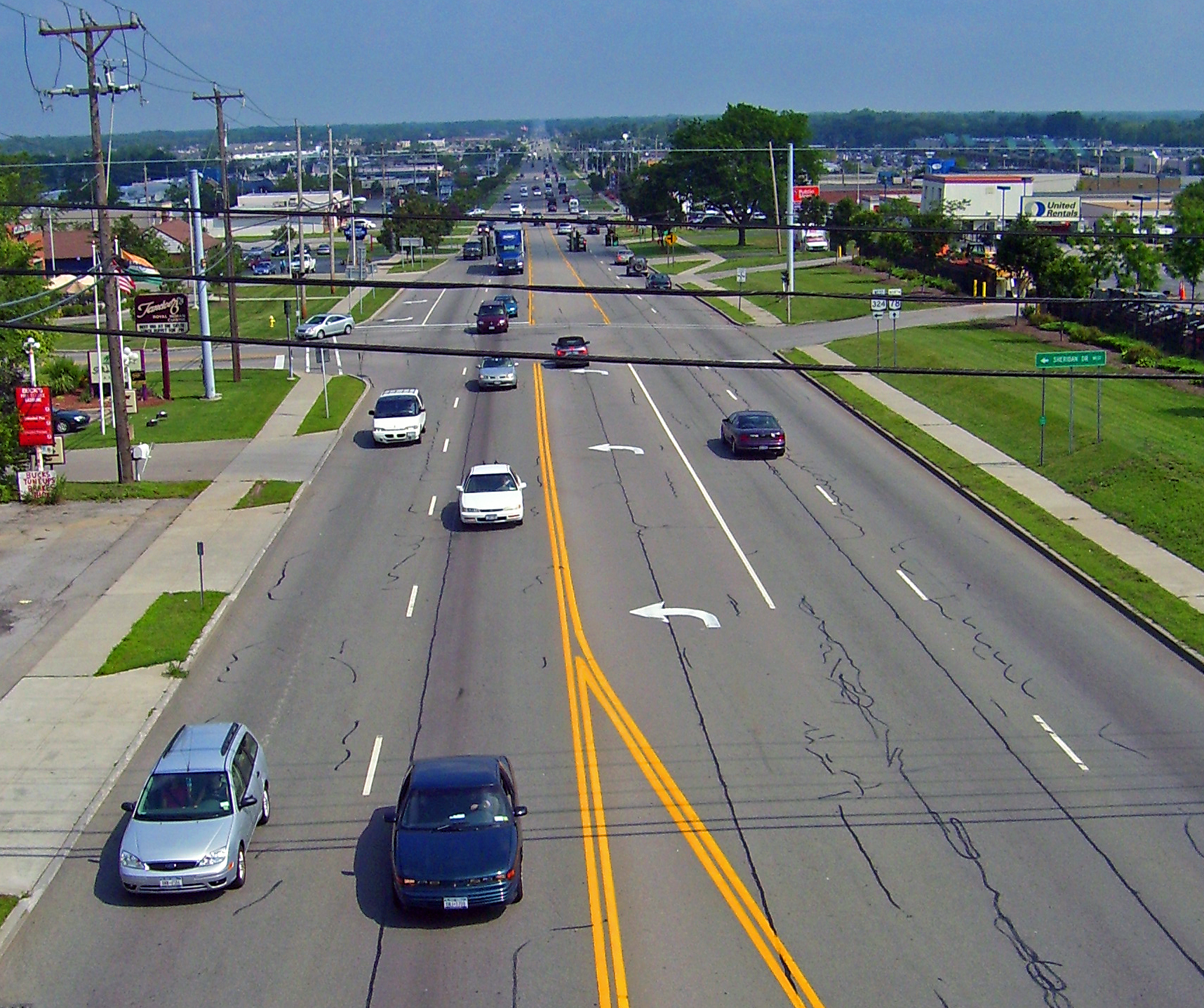
La New York State Route 78 (en) à Amherst, dans la banlieue de Buffalo.
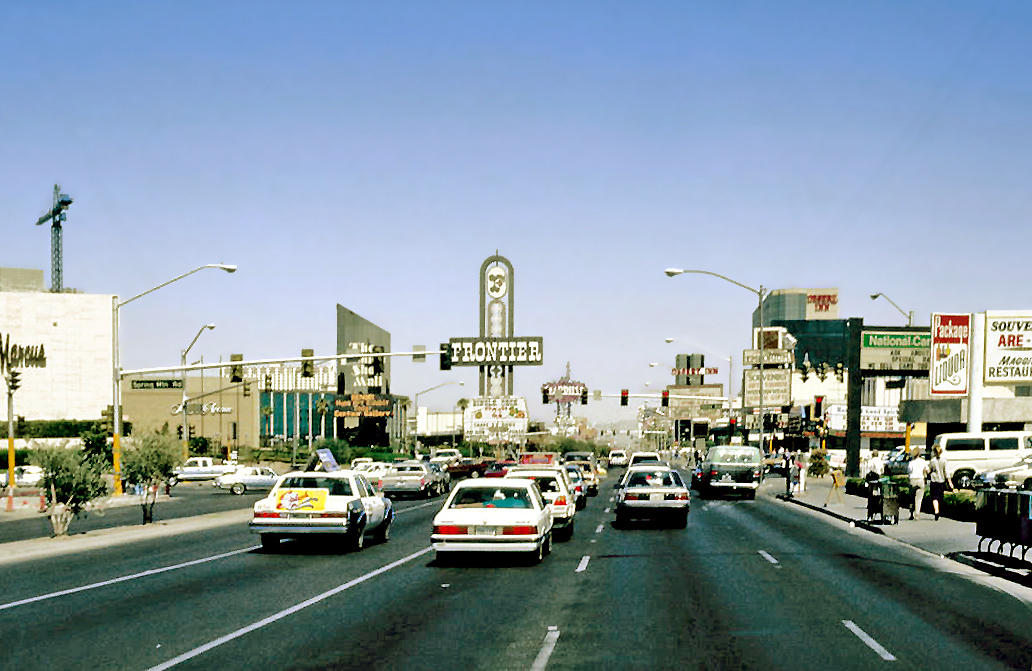
Las Vegas Strip en 1989.

## Critiques
Une des critiques contre ce type d'infrastructure est le coût excessif de leur mise en œuvre, mais aussi de leur très faible rentabilité. Ainsi, la ville de Sioux Falls estime en 2019 que le coût de reconstruction complète, devenue nécessaire, de quatre pour cent de sa voirie est de 180 millions de dollars. Le déficit est tel que les municipalités sont contraintes de gérer leur budget d'infrastructure comme une pyramide de Ponzi : le coût de fonctionnement dû à l'étalement de la ville est compensé par des recettes d'investissement grâce à la vente de terrains périphériques, mais l'équipement futur de ces mêmes terrains une fois urbanisés aggrave encore la situation. À Sioux Falls, la vente de 1 083 hectares — 2 676 acres — de terrains en 1998 a permis de dégager des bénéfices, mais les réseaux créés pour desservir ces nouveaux quartiers nécessitent après vingt-cinq ans un lourd entretien que la ville est incapable d'assumer.
La seconde critique exprimée à l'encontre des stroads est leur inefficacité. En tant qu'axe majeur de transport routier, elles sont dotées des caractéristiques d'une autoroute, mais la multiplicité des accès latéraux et des carrefours à feux les rend inaptes à ce rôle de transit rapide et efficient. D'autre part, leur emprise, leur nombre de voies, leur inaccessibilité par tout autre mode de transport que l'automobile les rend inaptes à une fonction urbaine de rue. Une autre vision a prévalu dans la définition des différents types de voiries en Europe, notamment aux Pays-Bas et en Allemagne, où les voies urbaines sont classées en trois catégories : autoroutes, rues urbaines et rues résidentielles.
Le troisième reproche fait à cet aménagement est sa dangerosité,, notamment parce que le grand nombre de voies incite les automobilistes à rouler trop vite et à mettre en danger les autres usagers ainsi qu'eux-mêmes. Ainsi, au Delaware, les stroad constituent les infrastructures où la mortalité routière est la plus élevée. À Boston, la transformation de plusieurs stroads permet de réduire le nombre de décès de conducteurs et de piétons de moitié entre 2016 et 2018. Ou encore, entre 2001 et 2016, 97 % des sections routières identifiées comme les plus meurtrières pour les piétons sont des chaussées de ce type, comptant cinq voies ou plus dans 70 % des cas, et des commerces adjacents dans la totalité des cas.

## Transformation
De nombreuses villes américaines ont pris conscience du caractère néfaste des stroads sur leur urbanisme, leur fonctionnement et la qualité de vie des habitants. Des opérations d'ampleur commencent à être mises en place pour transformer ces infrastructures en rues plus conventionnelles. Un des exemples les plus cités est celui de Lancaster, dans la banlieue de Los Angeles. Son projet de redessiner le Lancaster Boulevard est mis en œuvre de mars à novembre 2010 pour un coût de 11,5 millions de dollars. Le projet qui s'inspire explicitement de La Rambla de Barcelone, et qui se réclame du mouvement Smart growth (en), transforme le quartier au point d'en faire le nouveau centre-ville,.

La transformation de Lancaster Boulevard
Le boulevard avant les travaux.
Autre vue du boulevard avant travaux.
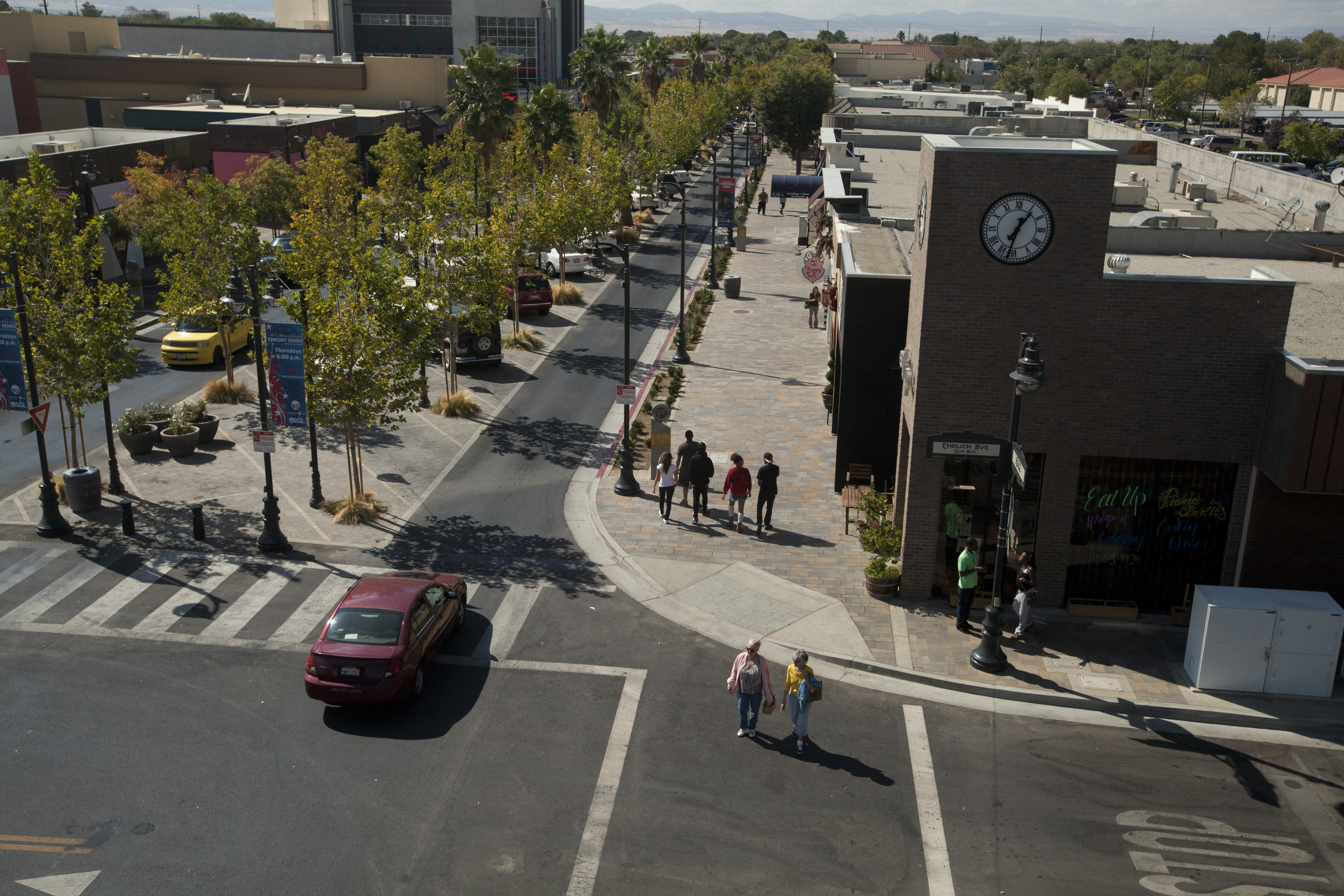
Le boulevard en octobre 2012 après les travaux.

D'autres exemples ambitieux sont proposés ou mis en chantier dans les années 2010 et 2020, comme à El Paso au Texas, Saint Paul au Minnesota.
Dans certains États plus volontaristes, des dispositifs législatifs sont même réfléchis pour interdire la création de telles infrastructures. Ainsi, au Delaware, le représentant Edward Osienski (en) propose en juin 2023 le « Everyone Gets Home Act », qui reçoit un soutien unanime du Sénat local ainsi que de la chambre des représentants et est approuvé officiellement le 1er novembre  de la même année. De manière générale Charles Marohn préconise une prépondérance moins grande de la part des ingénieurs dans la conception des routes, et une implication plus forte des municipalités et des habitants, dont les avis en matière de conception ne sont pas tournés que vers l'optimisation des flux automobiles, mais permettent d'insérer la voirie dans son environnement et en fonction des habitants